# Johannes Hansen (politiker)
Johannes Theodor Christoffer Hansen, född 24 november 1881, död 1 augusti 1953, var en dansk politiker.
Johannes Hansen var folkskollärare 1906–1935, och tog samtidigt del i det kommunala livet och var 1920–1928 och 1939–1947 socialdemokratisk medlem av Folketinget, 1928–1939 och från 1948 av Landstinget. 1935–1940 var han kyrkominister i Thorvald Staunings regering och 1941–1945 partisekreterare i Socialdemokratisk Førbund. Hansen var medlem av kyrkopolitiska utskottet och 1941–1945 av styrelsen för Det kooperative Fællesforbund. Han var medlem av överbevillningsnämnden från 1943 och av 1945 års kommission för de sönderjydska skolförhållandena.